# Черваро
Черваро (італ. Cervaro) — муніципалітет в Італії, у регіоні Лаціо,  провінція Фрозіноне.
Черваро розташоване на відстані близько 130 км на схід від Рима, 50 км на схід від Фрозіноне.
Населення — 8118 осіб (2014).
Щорічний фестиваль відбувається 8 вересня. Покровитель — Maria SS. de' Piternis.

## Демографія
Населення за роками:

Станом на 1 січня 2023 року в муніципалітеті офіційно проживало 369 іноземців з 38 країн, серед них 144 громадяни країн Євросоюзу та 29 громадян України.

## Сусідні муніципалітети
- Кассіно
- Сан-Вітторе-дель-Лаціо
- Сант'Елія-Ф'юмерапідо
- Валлеротонда
- Вітікузо